# Ahu Tongariki

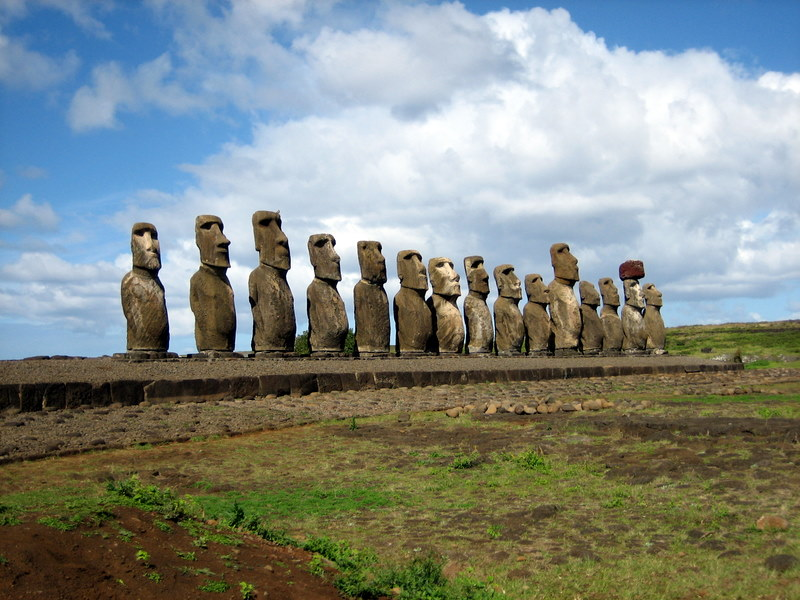
Ahu Tongariki

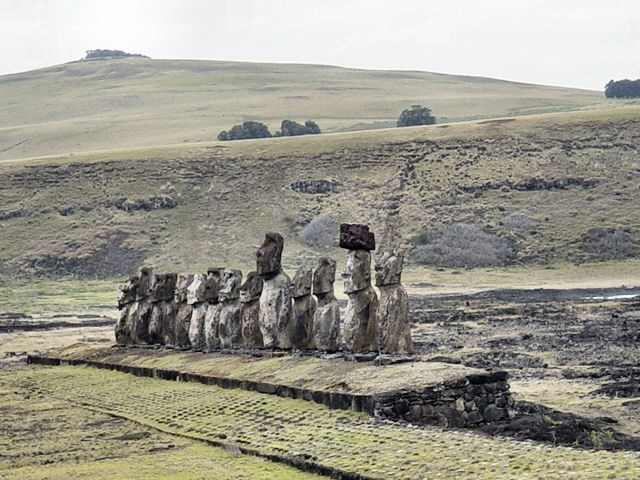
Ahu Tongariki se sopkou Poike v pozadí. Druhá Moai zprava má na hlavě Pukao.

Ahu Tongariki je největší ahu nalézající se na jižním pobřeží Velikonočního ostrova, nedaleko sopky Poike. Plošina ahu je více než sto metrů dlouhá a okolo dvou metrů vysoká. Na ahu je vztyčeno 15 soch Moai, včetně nejtěžší dokončené a vztyčené sochy, vážící 86 tun.
Ahu Tongariki bylo hlavní centrum Hotu Iti, svazu východních domorodých obyvatel Velikonočního ostrova.
Roku 1960 bylo Ahu Tongariki zničeno vlnou tsunami, která odnesla sochy až do vzdálenosti 150 metrů směrem do vnitrozemí. Tsunami bylo vyvoláno zemětřesením u chilského pobřeží. V letech 1992 až 1995 byla Ahu Tongariki, se souhlasem chilské vlády, zrestaurována japonským týmem pod vedením chilských archeologů Claudia Cristina a Patricia Vargas.